# Ričardas Gavelis
Ričardas Gavelis (8. listopadu 1950, Vilnius – 18. srpna 2002, Vilnius) byl litevský prozaik, dramatik, publicista a fyzik.
Napsal slavné romány Vilniaus džiazas a Vilniaus pokeris. Byl jedním z nejvýraznějších představitelů litevské postmoderny. Jeho tvorba je odvážná, provokativní, přehodnocuje národní a politickou identitu a další základní kategorie.
Knihy Ričardase Gavelise byly přeloženy do angličtiny, francouzštiny, němčiny, lotyštiny, polštiny, finštiny, běloruštiny a dalších jazyků.

## Životopis
V roce 1968 absolvoval střední školu v Druskininkai. Roku 1973 vystudoval fyziku na univerzitě ve Vilniusu. V letech 1973–1977 pracoval ve Fyzikálním ústavu Akademie věd.
Mezi lety 1978–1980 pracoval v redakcích časopisů Mokslas ir gyvenimas a Pergalė. Mezi lety 1992–2002 spolupracoval v deníku Respublika a týdeníku Veidas.